# Lotta ai VI Giochi del Mediterraneo
I tornei di lotta ai VI Giochi del Mediterraneo si sono svolti nel settembre 1971 a Smirne, in Turchia. 
Il programma ha previsto tornei di lotta libera e lotta greco-romana maschile, con 10 categorie per ciascuna disciplina.

## Podi

### Lotta libera
| Evento  | Oro               | Argento           | Bronzo                  |
| 48 kg   | Sefer Baygin      | Muharrem Nahlaomi | Autzis Merkourios       |
| 52 kg   | Salim Bak         | Vincenzo Grassi   | Petros Triandafilidis   |
| 57 kg   | Hasan Kahraman    | Risto Darlev      | Ibrahim as-Sajjid       |
| 62 kg   | Erdal Karakaş     | Théodule Toulotte | Aca Jendonof            |
| 68 kg   | Servet Aydemir    | Safer Sali        | Nikos Karypidis         |
| 74 kg   | Mehmet Uzun       | Gian-Matteo Ranzi | Dobre Marinkov          |
| 82 kg   | Asım Bülbül       | Daniel Robin      | Iordanis Karageorgiou   |
| 90 kg   | Mehmet Güçlü      | Tefik Demiri      | Dimitrius Spiridopoulos |
| 100 kg  | Gıyasettin Yılmaz | Faule Baiclic     | Tolemat Sate            |
| +100 kg | Alaattin Yıldırım | Mohammed Cuma     | Mahmoud Emara           |

### Lotta greco-romana
| Evento  | Oro               | Argento           | Bronzo                 |
| 48 kg   | Lorenzo Calafiore | Hızır Sarı        | Hassan Esabani         |
| 52 kg   | Boško Marinko     | Mohammed Karmous  | Mundżid Muhammad Salim |
| 57 kg   | Karlo Čović       | Othon Moskhidis   | Salaum Faouzi          |
| 62 kg   | Mücahit Güngör    | Théodule Toulotte | Slavko Koletić         |
| 68 kg   | Sreten Damjanović | Seyit Hışırlı     | Nikolaos Konara        |
| 74 kg   | Daniel Robin      | Momir Kecman      | Ibrahim Ferit          |
| 82 kg   | Ali Yağmur        | Milan Nenadić     | Dimitrios Savvas       |
| 90 kg   | Josip Čorak       | İbrahim Kumaş     | Muharrem Hochem        |
| 100 kg  | Gürbüz Lü         | Said Emfakafav    | Petar Cucić            |
| +100 kg | Ömer Topuz        | Lotfi Ameira      | Giuseppe Marcucci      |

## Medagliere
La nazione ospitante è evidenziata.
| Posizione | Paese            | Oro | Argento | Bronzo | Totale |
| --------- | ---------------- | --- | ------- | ------ | ------ |
| 1         | Turchia          | 14  | 3       | 0      | 17     |
| 2         | Jugoslavia       | 4   | 6       | 4      | 14     |
| 3         | Francia          | 1   | 3       | 0      | 4      |
| 4         | Italia           | 1   | 2       | 1      | 4      |
| 5         | Rep. Araba Unita | 0   | 2       | 5      | 7      |
| 6         | Siria            | 0   | 2       | 3      | 5      |
| 7         | Grecia           | 0   | 1       | 7      | 8      |
| 8         | Marocco          | 0   | 1       | 0      | 1      |
| Totale    | Totale           | 20  | 20      | 20     | 60     |